# Breçòls
Bressòls (en francès Bressols) és un municipi francès situat al departament de Tarn i Garona i a la regió d'Occitània.

## Demografia
| 1962                                       | 1968  | 1975  | 1982  | 1990  | 1999  | 2006  |
| ------------------------------------------ | ----- | ----- | ----- | ----- | ----- | ----- |
| 1.084                                      | 1.179 | 1.352 | 1.666 | 2.247 | 2.663 | 3.345 |
| Des de 1962: població sense dobles comptes |       |       |       |       |       |       |

## Administració

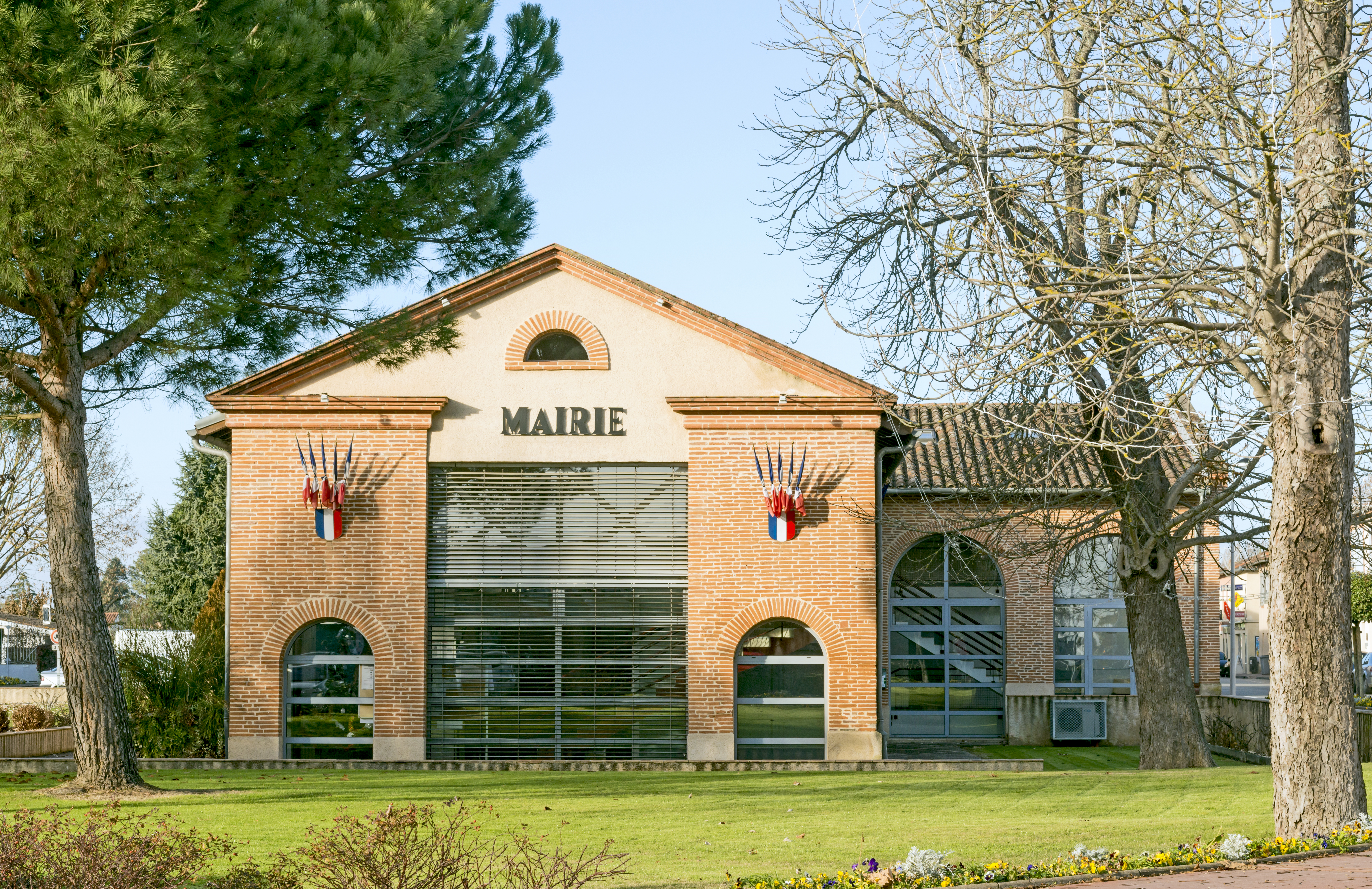
L'ajuntament.

| Període   | Identitat        | Partit |
| --------- | ---------------- | ------ |
| 2001-2008 | Alain Bonnomet   |        |
| 2008-     | Jean-Louis Ibres |        |